# BFV Frauen Cup
Ein BFV Frauen Cup wird im Burgenland wieder seit der Saison 2018/19 ausgespielt. Seitdem wurde der Cup zwei Mal austragen, 2018/19 und 2023/24. Beide Male konnte der SC Neusiedl/See den Titel gewinnen.

## Geschichte
Burgenländischer Frauen-Cup
| Saison                      | Pokal-Sieger                | Finalist                    | Resultat                    |
| Burgenländischer Frauen-Cup | Burgenländischer Frauen-Cup | Burgenländischer Frauen-Cup | Burgenländischer Frauen-Cup |
| --------------------------- | --------------------------- | --------------------------- | --------------------------- |
| 1998/99                     | keine Information           | keine Information           | keine Information           |
| 1999/2000                   | SC Damen Dörfl              | SV Pinkafeld                | 4:2 (0:1)                   |
| 2000/01                     | keine Information           | keine Information           | keine Information           |
| 2001/02                     | keine Information           | keine Information           | keine Information           |
| 2002/03                     | keine Information           | keine Information           | keine Information           |
| 2003/04                     | keine Information           | keine Information           | keine Information           |

Der Burgenländische Frauen-Cup wurde schon in den 2000er Jahren gespielt. In der Saison 1999/2000 gewann der SC Damen Dörfl gegen den SC Pinkafeld mit 4:2, von den anderen Saisonen sind keine Ergebnisse bekannt.
Burgenland Frauen-Cup
| Saison                | Pokal-Sieger          | Finalist              | Resultat              |
| Burgenland Frauen-Cup | Burgenland Frauen-Cup | Burgenland Frauen-Cup | Burgenland Frauen-Cup |
| --------------------- | --------------------- | --------------------- | --------------------- |
| 2009/10               | FC Südburgenland II   | FC Winden             | 5:0 (3:0)             |

Der Frauencup wurde in der Saison 2009/10 als Burgenland Frauen-Cup ausgespielt. Es gewann die 2. Mannschaft des FC Südburgenland gegen FC Winden mit 5.0. Wegen des geringen Interesses an einem Pokalbewerb kam es zu keiner weiteren Auflage.
BFV Frauen Pokal
| Saison           | Pokal-Sieger                                      | Finalist                                          | Resultat                                          |
| BFV Frauen Pokal | BFV Frauen Pokal                                  | BFV Frauen Pokal                                  | BFV Frauen Pokal                                  |
| ---------------- | ------------------------------------------------- | ------------------------------------------------- | ------------------------------------------------- |
| 2018/19          | SC Neusiedl/See                                   | 2. FSG Südburgenland II 3. FC Mönchhof            | M-S 1:2 N-M 4:0 S-N 0:1                           |
| 2019/20          | wegen COVID-19-Pandemie in Österreich abgebrochen | wegen COVID-19-Pandemie in Österreich abgebrochen | wegen COVID-19-Pandemie in Österreich abgebrochen |
| 2020/21          | nicht ausgetragen                                 | nicht ausgetragen                                 | nicht ausgetragen                                 |

Bei der Wiedereinführung in der Saison 2018/19 wurde der Pokal mit sechs Mannschaften ausgetragen: SC Neusiedl/See und SC Neusiedl/See II, FC Mönchhof, SV Sankt Margarethen, FSG Bad Sauerbrunn und FSG Südburgenland II.
BFV Frauen Cup
| Saison         | Pokal-Sieger    | Finalist          | Resultat             |
| BFV Frauen Cup | BFV Frauen Cup  | BFV Frauen Cup    | BFV Frauen Cup       |
| -------------- | --------------- | ----------------- | -------------------- |
| 2023/24        | SC Neusiedl/See | FC Draßburg       | 2:2 (0:1), 5:4 i. E. |
| 2023/24        | HAK Stegersbach | SC Bad Sauerbrunn | 1:1 (1:1), 4:2 i. E. |

Der BFV Frauen Cup wurde 2023/24 wieder eingeführt und es gewann der SC Neusiedl/See gegen den FC Draßburg.

## Bezeichnung (Sponsor)
Bisher wurde kein Sponsor für den Pokalwettbewerb der Frauen gewonnen und so heißt der Wettbewerb entweder BFV Frauen Cup oder BFV Frauen Pokal.

## Spielmodus, Teilnehmer und Auslosung
Der BFV Frauen Cup wurde in der Saison 2009/10 mit sechs Teams in drei Runden ausgetragen. In der 1. Qualifikationsrunde spielten die Vereine um den Einzug in das Halbfinale. Die Sieger des Halbfinales qualifizieren sich um das Finale.
Der BFV Frauen Cup wird in der Saison 2018/19 in 2 Runden ausgetragen. In der Runde eins spielen die sechs Vereine in einem Spiel um den Einzug in die 2. Runde. Die zweite Runde wird in einem Gruppenmodus ausgetragen, in der die drei Vereine einmal gegeneinander spielen. Der Gruppensieger ist Pokalsieger.

## Die Titelträger
2 Pokalsieg
SC Neusiedl/See (2019, 2024)
1 Pokalsieg
HAK Stegersbach (2025)
FC Südburgenland II (2010)